# Olivier Moreau-Néret
Pour les articles homonymes, voir Moreau et Néret (homonymie).
Olivier Moreau-Néret, né le 29 janvier 1892 à Paris 8e, ville où il est mort (dans le 7e arrondissement) le 20 avril 1983, est un haut fonctionnaire et banquier français.

## Biographie

### Jeunesse et études
Olivier Moreau-Néret est le fils d'Adrien Moreau-Néret (1860-1944), avocat et peintre, et l'arrière-petit-fils de François-Joseph Moreau. Il épouse Rose-Marie Sallandrouze, d'une importante dynastie de manufacturiers en tapisseries à Aubusson.
Après avoir obtenu sa licence en lettres et sa licence de droit, il sort diplômé de l'École libre des sciences politiques.

### Parcours professionnel
Il est mobilisé durant la Première Guerre mondiale.

#### Haut fonctionnaire
Inspecteur des finances à la suite de la guerre, il est successivement nommé  chef des services des Régies financières des trois départements d'Alsace-Lorraine, chargé de l'introduction de la législation fiscale française, en 1920, directeur adjoint du cabinet du ministre des finances en 1922, sous-directeur et directeur adjoint du mouvement général des Fonds au ministère des Finances en 1923 et directeur honoraire au ministère des Finances en 1926, l'année de son entrée au Crédit lyonnais. En 1925, il est expert aux conférences financières, chef de la mission envoyée à Londres dans le cadre des négociations de l'accord Churchill-Caillaux, et expert de la mission Caillaux à Washington.
De 1936 à 1939, il est représentant de la France à la Société des Nations, président du Comité pour l'étude des contrats d’emprunts.
Il est secrétaire général aux Questions économiques du 18 juillet 1940 au 12 juillet 1941 (démissionnant) dans les gouvernements Laval, Flandin et Darlan.
Il est élu membre de l'Académie des sciences morales et politiques en 1946.
Il est directeur du cabinet du ministre des Finances, vice-président de la Caisse nationale de l'Énergie en 1947 et président de la Commission pour l'étude des Valeurs mobilières de 1948 à 1949. Il est également membre du Comité des Bourses de valeur (1948-1967), de la Commission de l'épargne mobilière (1951-1952) et de la Commission du financement au Commissariat au Plan (1953-1960).

#### Banquier
Il entre au Crédit lyonnais en 1926 comme secrétaire général, puis devient puis directeur de la comptabilité générale, de la trésorerie et des risques du Crédit Lyonnais. Après l'intermède au gouvernement 1940-41, il revient comme directeur général du Crédit lyonnais pour la zone sud en 1941.  En 1946, il est directeur général des affaires financières, puis directeur général en 1949-1955. Il préside la banque de 1955 à 1961,. Il est vice-président de l'Association professionnelle des Banques (1956-1962), président de la Chambre du commerce France-Canada (1958-1962), du Comité d'études économiques franco-espagnoles (1962-1967) et de l'Institut d'études bancaires et financières (1963).
Il est président de l'Académie des sciences morales et politiques en 1954, de l'Association nationale pour la construction d'édifices religieux en France et de France-Amérique.
Dans un discours qui fut imprimé, M. Moreau-Néret affirma que c'est l'empereur de Chine Hien-Tsong qui créa le premier billet de banque.

### Parcours professoral
Moreau-Néret est par ailleurs professeur à l'École libre des sciences politiques, puis à l'Institut d'études politiques de Paris, de 1926 à 1946, et donne des conférences à l'École supérieure de Guerre.

## Publications
- Les valeurs mobilières, 2 vol, 1939
- Le contrôle des prix, 1941
- Prière, 1946
- Valeurs étrangères. Mouvements de capitaux entre la France et l’étranger depuis 1940, 1956
- Les valeurs françaises depuis 1940, 1957
- Les bourses de valeur dans le monde, 1975

### Œuvre poétique
Olivier Moreau-Néret rédigea quelques poésies :
- La balance des comptes, Paris, Les argonautes, 1935.
- La bourse, Paris, Les argonautes, 1936.
- Rythmes de danse, Paris, Les argonautes, 1948.

## Distinctions
- Grand officier de la Légion d'honneur
- Croix de guerre 1914–1918
- Commandeur de l'ordre de Léopold
- Grand officier de l'ordre du Ouissam alaouite